# Sophie Eleonore von Kortzfleisch
Sophie Eleonore Helene von Kortzfleisch (* 27. Dezember 1749 in Groß-Jännowitz; † 18. Juni 1823 in Breslau), geboren als Sophie Eleonore von Wuntsch, in zweiter Ehe verheiratet als Sophie Eleonore von Titzenhofer, war eine deutsche Schriftstellerin.

## Leben
Sophie Eleonore von Kortzfleisch war die älteste Tochter des kursächsischen und polnischen Majors Georg Ernst von Wuntsch auf Groß-Jännowitz bei Liegnitz und dessen Gattin Anna Eleonore geborene Freiin von Seherr-Thoß. Schon früh zeigte Sophie Eleonore Talent und Neigung für die Poesie. Seit ihrem 18. Lebensjahr begann sie selbst Gedichte zu schreiben, wobei es sich hauptsächlich um Gelegenheitsgedichte und Gefühlspoesie handelte. Eine erste Sammlung ihrer Gedichte erschien im Jahr 1776 anonym unter dem Titel Poetische Versuche eines adelichen Frauenzimmers an ihre Freunde. Im gleichen Jahre veröffentlichte sie zwei weitere dramatische Werke: Laufus und Lydia und Osmann und Bella. Im Jahr 1778 erschien ihre Operette Wilhelm und Hannchen. In den Jahren 1792 und 1793 wurden drei Gedichtsammlungen unter ihrem vollen Namen, und nicht mehr wie früher anonym, bei Vieweg veröffentlicht. Viele ihrer Gedichte sind stark patriotisch geprägt und bezeugen eine treue, hingebende Anhänglichkeit an das preußische Königshaus.
Sophie Eleonore von Kortzfleisch war in erster Ehe mit Karl Wilhelm von Kortzfleisch verheiratet. Dieser war Stabsrittmeister und Eskadronchef und später Postmeister in Ratibor. Er starb im Jahr 1805. Drei Jahre später vermählte sich Sophie Eleonore mit Friedrich Wilhelm von Titzenhofer, der seit 1805 als Kapitän in Inaktivität getreten war. Friedrich Wilhelm von Titzenhofer starb am 1. Februar 1813 am Fieber. Sophie Eleonore wurde am 16. Januar 1816 vom preußischen Hof der Louisenorden für ihr patriotisches Wirken verliehen. Sie starb am 18. Juni 1823 in Breslau. 

## Werke
- (anonym:) Poetische Versuche eines adelichen Frauenzimmers an ihre Freunde. Verlage von Chr. Fr. Gutsch in Breslau (1776)
- (anonym:) Laufus und Lydia, ein Drama in 3 Aufzügen nach den moralischen Erzählungen des Herrn v. Marmontel, verfertigt von einem adelichen Frauenzimmer in Schlesien. Breslau (1776)
- (anonym:) Osmann und Bella, ein Drama in 5 Aufzügen von einem Frauenzimmer in Schlesien. Breslau (1776)
- (anonym:) Wilhelm und Hannchen (1778)
- Frühere Gedichte. Vieweg Berlin (1792–93, Neuabdruck der poetischen Versuche von 1776)
- Gedichte. Vieweg Berlin (1792–93)
- Vermischte Aufsätze in Poesie und Prosa für Damen. Vieweg Berlin (1792–93)
- Vermischte Schriften. Braunes Berlin und Breslau (1811)
- Neun Gedichte in Das Landwehrkreuz in der Schlacht an der Katzbach Graß, Barth & Co. in Jauer (1816)